# Mouvement socialiste mondial
Le Mouvement socialiste mondial est un regroupement de socialistes révolutionnaires détachés de la social-démocratie anglo-saxonne en 1904-1905.
D'orientation marxiste, le M.S.M. (en anglais World Socialist Movement, WSM) considère que le socialisme doit être instauré par une adhésion majoritaire et que les régimes dits "communistes" des pays de l'Est étaient une forme de capitalisme d'État. 
Il regroupe actuellement:
- le Parti socialiste de Grande-Bretagne;
- le Parti socialiste du Canada;
- le Parti socialiste mondial des U.S.A (en) ;
- le Parti socialiste mondial de Nouvelle-Zélande (en) ;
- le Parti socialiste mondial d'Inde (en) ;